# Nanos pygmaeus
Nanos pygmaeus là một loài bọ cánh cứng trong họ Bọ hung (Scarabaeidae).